# Петер, Альберт
Густав Альберт Петер (нем. Gustav Albert Peter; 1853—1937, именовал себя Альберт Петер) — немецкий ботаник.

## Биография
Альберт Петер родился 21 августа 1853 года в Гумбиннене (ныне Гусев, город в Калининградской области) в семье кузнеца. В 1870 году поступил в Кёнигсбергский университет, в 1874 году получил степень доктора философии. Петер хотел стать учителем, поэтому начал преподавать в Мюнхенском университете, где получил должность приват-доцента, был ассистентом профессора университета, ботаника Карла фон Негели, которому должен был помогать в подготовке к изданию монографии о ястребинке — род травянистых растений семейства Астровые («Die Hieracien Mittel-Europas»,1885). В 1878 году стал научным сотрудником и куратором (нем.: Kustos или Custos) Мюнхенского ботанического сада. В 1888 году переехал в Гёттинген, где до выхода на пенсию в 1923 году был профессором и директором Ботанического сада Гёттингенского университета. В Ботаническом саду он вместе с садовником Карлом Бонштедтом (нем.: Carl Bonstedt,1866-1953) создал оранжерею тропических растений Виктория-Хаус (нем.: Victoriahaus). Участвовал в экспедициях в Южную и Восточную Африку: в 1913—1919 годах (во время Первой мировой войны он некоторое время находился в плену), собрал большую коллекцию образцов, и в экспедиции 1925/26 года, из которой привез растения для Ботанического сада и для Ботанического института.
Петер написал монографии о флоре южной области Нижней Саксонии и Германской Восточной Африки (не завершена). Сначала он намеревался составить гораздо более обширное описание флоры Центральной Европы и её экологических особенностей, но ему не выделили необходимые средства, и поэтому он сконцентрировался на растениях Нижней Саксонии. Большая часть его африканской коллекции, собранной в годы Первой мировой войны, впоследствии была уничтожена, а коллекция, привезенная из второй экспедиции и описание которой он начал в 1929 году, но не успел закончить, была утрачена в 1943 году, во время Второй мировой войны. Был известен своими выдающимися лекциями, для которых по его указаниям были нарисованы и напечатаны учебные таблицы, получившие широкое распространение.
В 1888 г. стал членом Германской академии естествоиспытателей «Леопольдина», в 1889 году вступил в Гёттингенское Общество наук (в 1942 году переименованное в Гёттингенскую Академию наук).
Густав Альберт Петер скончался 4 октября 1937 года в Гёттингене.
Большая часть образцов растений, собранных Альбертом Петером, хранится в Институте изучения растений имени Альбрехта фон Галлера (Herbarium GOET) Гёттингенского университета (Herbarium GOET). Сохранившиеся образцы из Африки находятся в Ботаническом музее Берлин-Далем (B).

## Некоторые научные работы
- Peter, A. (1901). Flora von Südhannover. 2 vols.
- Peter, A. (1928). Wasserpflanzen und Sumpfgewächse in Deutsch-Ostafrika. 129 p.
- Peter, A. (1929—1938). Flora von Deutsch-Ostafrika. 2 vols.

## Роды, названные в честь А. Петера
- Peterodendron Sleumer, 1936